# Volta a Cataluña 1935
La Volta a Cataluña 1935 fue la 17.ª edición de la Volta a Cataluña. Se disputó en 9 etapas del 1 al 9 de junio de 1935 con un total de 1.358 km. El vencedor final fue el español Mariano Cañardo, que venció por quinta vez la ronda catalana.

## Etapas
| Etapa | Fecha      | Ciudades de etapa                | km    | Vencedor de la etapa | Líder de la general |
| ----- | ---------- | -------------------------------- | ----- | -------------------- | ------------------- |
| 1.ª   | 1 de junio | Barcelona - Manresa              | 87,0  | Joseph Huts          | Joseph Huts         |
| 2.ª   | 2 de junio | Manresa - Tarragona              | 150,0 | Arsène Mersch        | Joseph Huts         |
| 3.ª   | 3 de junio | Tarragona - Gandesa              | 189,0 | Mariano Cañardo      | Arsène Mersch       |
| 4.ª   | 4 de junio | Gandesa - Valls                  | 137,0 | Mariano Cañardo      | Mariano Cañardo     |
| 5.ª   | 5 de junio | Valls - Puigcerdá                | 223,0 | Joseph Huts          | Mariano Cañardo     |
| 6.ª   | 6 de junio | Puigcerdá - Gerona               | 150,0 | Salvador Cardona     | Mariano Cañardo     |
| 7.ª   | 7 de junio | Gerona - La Bisbal del Ampurdán  | 189,0 | Salvador Cardona     | Mariano Cañardo     |
| 8.ª   | 8 de junio | La Bisbal del Ampurdán - Tarrasa | 149,0 | Federico Ezquerra    | Mariano Cañardo     |
| 9.ª   | 9 de junio | Tarrasa - Barcelona              | 84,0  | Mariano Cañardo      | Mariano Cañardo     |

### 1.ª etapa[1]
1-06-1935: Barcelona - Manresa. 87,0 km
|   | Ciclista           | Tiempo     |
| - | ------------------ | ---------- |
| 1 | Joseph Huts        | 2h 31' 10" |
| 2 | Jan-Jozef Horemans | m. t.      |
| 3 | Ricardo Ferrando   | m. t.      |

|   | Ciclista           | Tiempo     |
| - | ------------------ | ---------- |
| 1 | Joseph Huts        | 2h 31' 10" |
| 2 | Jan-Jozef Horemans | m. t.      |
| 3 | Ricardo Ferrando   | m. t.      |

### 2.ª etapa[2]
2-06-1935: Manresa - Tarragona. 150,0 km
|   | Ciclista        | Tiempo     |
| - | --------------- | ---------- |
| 1 | Arsène Mersch   | 4h 59' 00" |
| 2 | Isidro Figueras | m. t.      |
| 3 | Rafael Pou      | m. t.      |

|   | Ciclista           | Tiempo     |
| - | ------------------ | ---------- |
| 1 | Joseph Huts        | 7h 30' 10" |
| 2 | Arsène Mersch      | m. t.      |
| 3 | Jan-Jozef Horemans | m. t.      |

### 3.ª etapa
3-06-1935: Tarragona - Gandesa. 137,0 km
|   | Corredor          | Tiempo     |
| - | ----------------- | ---------- |
| 1 | Mariano Cañardo   | 4h 43' 20" |
| 2 | Federico Ezquerra | m. t.      |
| 3 | Arsène Mersch     | m. t.      |

|   | Ciclista         | Tiempo      |
| - | ---------------- | ----------- |
| 1 | Arsène Mersch    | 12h 13' 30" |
| 2 | Mariano Cañardo  | m. t.       |
| 3 | Ricardo Ferrando | + 40"       |

### 4.ª etapa[3]
4-06-1935: Gandesa - Valls. 137,0 km
|   | Ciclista        | Tiempo     |
| - | --------------- | ---------- |
| 1 | Mariano Cañardo | 4h 45' 05" |
| 2 | Cipriano Elys   | + 01' 01"  |
| 3 | Arsène Mersch   | + 02' 18"  |

|   | Ciclista          | Tiempo      |
| - | ----------------- | ----------- |
| 1 | Mariano Cañardo   | 16h 58' 35" |
| 2 | Arsène Mersch     | + 02' 18"   |
| 3 | Federico Ezquerra | + 05' 13"   |

### 5.ª etapa[4]
6-06-1935: Valls - Puigcerdà. 223,0 km
|   | Ciclista          | Tiempo     |
| - | ----------------- | ---------- |
| 1 | Joseph Huts       | 8h 22' 10" |
| 2 | Federico Ezquerra | m. t.      |
| 3 | Antonio Destrieux | m. t.      |

|   | Ciclista          | Tiempo      |
| - | ----------------- | ----------- |
| 1 | Mariano Cañardo   | 25h 20' 45" |
| 2 | Arsène Mersch     | + 02' 18"   |
| 3 | Federico Ezquerra | + 05' 13"   |

### 6.ª etapa[5]
6-06-1935: Puigcerdà - Gerona. 150,0 km
|   | Corredor         | Tiempo     |
| - | ---------------- | ---------- |
| 1 | Salvador Cardona | 4h 33' 45" |
| 2 | Mariano Cañardo  | m. t.      |
| 3 | Joseph Huts      | + 03' 27"  |

|   | Ciclista          | Tiempo      |
| - | ----------------- | ----------- |
| 1 | Mariano Cañardo   | 29h 54' 30" |
| 2 | Federico Ezquerra | + 08' 40"   |
| 3 | Joseph Huts       | + 12' 12"   |

### 7.ª etapa[6]
7-06-1935: Gerona - La Bisbal del Ampurdán. 189,0 km
|   | Corredor         | Tiempo     |
| - | ---------------- | ---------- |
| 1 | Salvador Cardona | 6h 05' 20" |
| 2 | Jeff Abundio     | + 03' 30"  |
| 3 | Antonio Montes   | + 03' 50"  |

|   | Ciclista          | Tiempo      |
| - | ----------------- | ----------- |
| 1 | Mariano Cañardo   | 36h 05' 10" |
| 2 | Federico Ezquerra | + 08' 40"   |
| 3 | Joseph Huts       | + 12' 12"   |

### 8.ª etapa[7]
8-06-1935: La Bisbal d'Empordà - Tarrasa. 149,0 km
|   | Corredor          | Tiempo     |
| - | ----------------- | ---------- |
| 1 | Federico Ezquerra | 5h 57' 38" |
| 2 | Joseph Huts       | + 22"      |
| 3 | Antonio Prior     | m. t.      |

|   | Ciclista          | Tiempo      |
| - | ----------------- | ----------- |
| 1 | Mariano Cañardo   | 42h 03' 10" |
| 2 | Federico Ezquerra | + 08' 18"   |
| 3 | Joseph Huts       | + 12' 12"   |

### 9.ª etapa[8]
9-06-1935: Tarrasa - Barcelona. 84,0 km
|   | Corredor          | Tiempo     |
| - | ----------------- | ---------- |
| 1 | Mariano Cañardo   | 2h 52' 46" |
| 2 | Federico Ezquerra | + 02' 30"  |
| 3 | Leopold Roosemont | m. t.      |

|   | Ciclista          | Tiempo      |
| - | ----------------- | ----------- |
| 1 | Mariano Cañardo   | 44h 55' 55" |
| 2 | Federico Ezquerra | + 10' 48"   |
| 3 | Joseph Huts       | + 14' 47"   |

## Clasificación General
|    | Ciclista              | Equipo      | Tiempo      |
| -- | --------------------- | ----------- | ----------- |
|    | Mariano Cañardo       | Colin       | 44h 55' 55" |
| 2  | Federico Ezquerra     | Dilecta     | + 10' 48"   |
| 3  | Joseph Huts           |             | + 14' 47"   |
| 4  | Antonio Andrés Sancho | Orbea       | + 14' 47"   |
| 5  | Antonio Destrieux     | UE Sants    | + 18' 14"   |
| 6  | Salvador Cardona      | Orbea       | + 20' 17"   |
| 7  | Diego Cháfer          |             | + 20' 26"   |
| 8  | Cipriano Elys         |             | + 30' 01"   |
| 9  | Rafael Pou            | CC Balear   | + 31' 38"   |
| 10 | Isidro Figueras       | AC Montjuïc | + 32' 03"   |